# Oze
Oze é uma comuna francesa na região administrativa da Provença-Alpes-Costa Azul, no departamento de Altos-Alpes. Estende-se por uma área de 12,03 km². Em 2010 a comuna tinha 105 habitantes (densidade: 8,7 hab./km²).